# Leptinotarsa peninsularis
Leptinotarsa peninsularis  (лат.) — вид жуков-листоедов рода Leptinotarsa из семейства Chrysomelidae. Северная Америка: Мексика и США (Аризона).

## Описание
Мелкого размера жуки-листоеды (длина от 6,5 до 7,5 мм, ширина от 4,5 до 5,5 мм), сходные с колорадским жуком. Голова и пронотум красновато-коричневые. Каждое из жёлтых надкрылий с 3 коричневыми непрерывающимися полосками (2 и 3 полоски соединяются у вершины), латеральные края коричневые. Тело овальное, выпуклое. Усики 11-члениковые. Максиллярные щупики состоят из 4 сегментов (вершинный членик нижнечелюстных щупиков короче предшествующего). Пронотум шире головы.